# صدح هيليني
الصدح الهيليني (باللاتينية: Commicarpus helenae) نوع نباتي من جنس الصدح.

## الموئل والانتشار
موطنه مناطق الوطن العربي المتوسطية حيث ينتشر في بلاد الشام  (سجل خطأ باسم (باللاتينية: Boerhavia helenae)) ووادي النيل والمغرب العربي.

## الوصف النباتي
نبات عشبي.